# Bitwa pod Napadówką

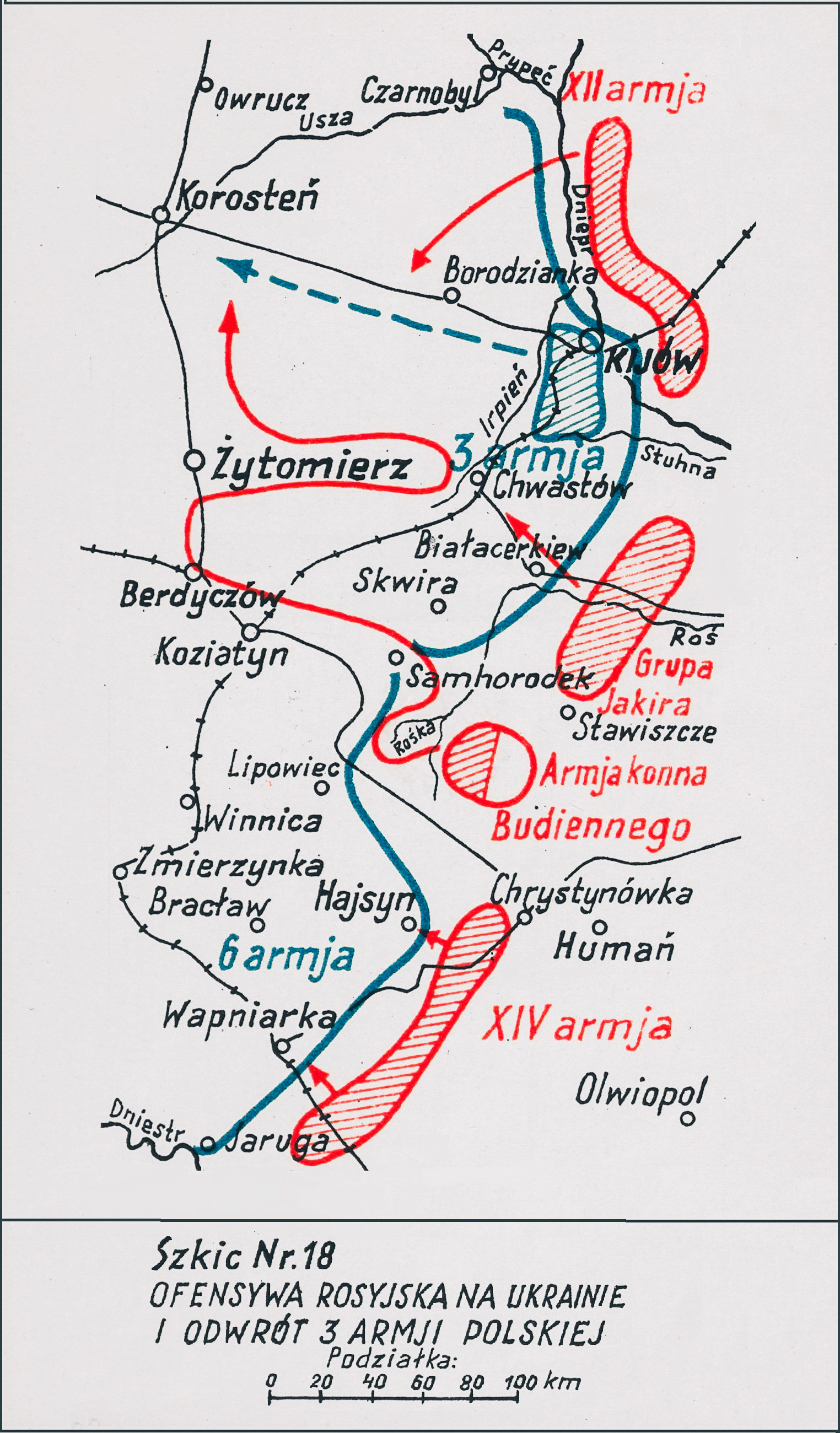
Adam Przybylski,
Wojna Polska 1918–1921

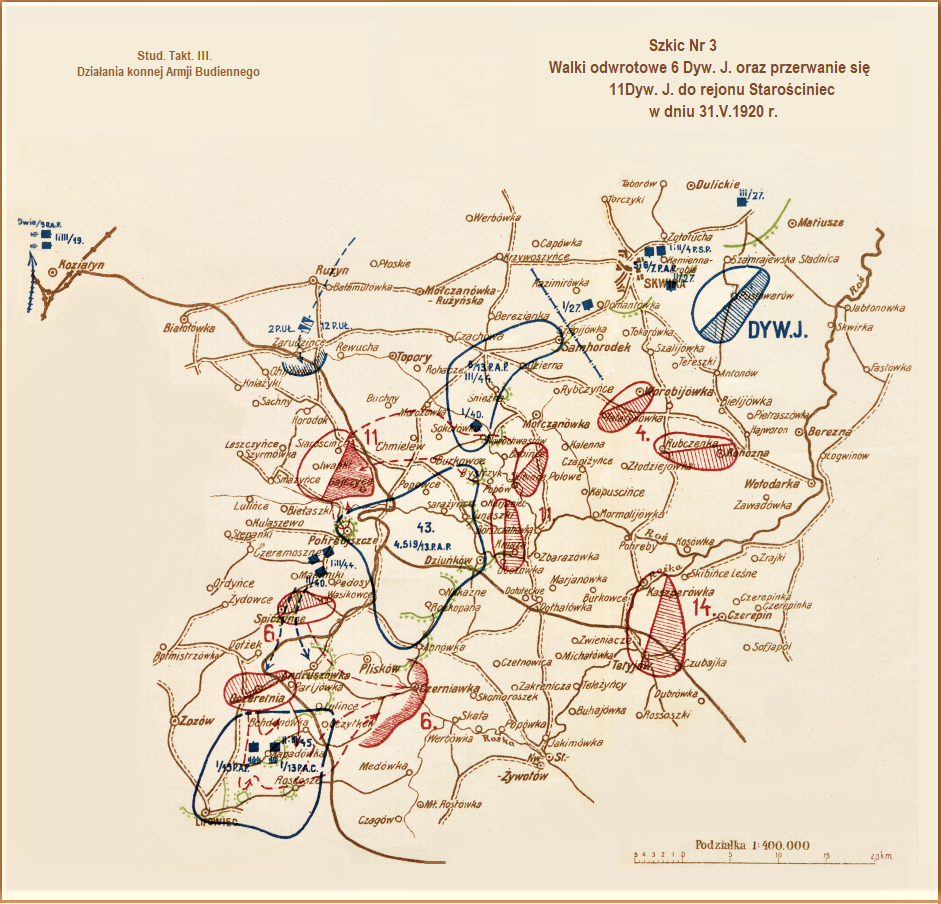
Mieczysław Biernacki
Działania armji konnej Budiennego w kampanii polsko - rosyjskiej 1920 r.

Bitwa pod Napadówką – walki polskiego 45 pułku piechoty ppłk. Michała Bajera z sowiecką 6 Dywizją Kawalerii toczone w okresie operacji kijowskiej w czasie wojny polsko-bolszewickiej.

## Geneza
25 kwietnia rozpoczęła się polska ofensywa na Ukrainie. 
Przeprowadzona w dwóch fazach operacja zaczepna polskich armii zakończyła się spektakularnym sukcesem. 7 maja, w zasadzie bez walki, Kijów został zdobyty, a bezpośrednio po zajęciu go dowództwo 3 Armii tworzyło na wschodnim brzegu Dniepru obszerne przedmoście, które chroniło miasto przed bezpośrednim ogniem artylerii sowieckiej i zabezpieczyło organizację ukraińskiej administracji. Zajęcie Kijowa i utworzenie przedmościa zakończyło polską ofensywę na Ukrainie.
Po zakończeniu ofensywy większość uczestniczących w niej jednostek polskich organizowała obronę, obsadzając ważniejsze węzły komunikacyjne i wybrane miejscowości. Front ustabilizował się na linii od Prypeci, wzdłuż Dniepru, przez Białą Cerkiew, Skwirę, Lipowiec, Bracław, Wapniarkę do Jarugi nad Dniestrem. 3 Armia obsadzała odcinek od Prypeci do Skwiry, a od Skwiry do Dniestru biegł front 6 Armii.
26 maja 1 Armia Konna Siemiona Budionnego uderzyła na polskie linie obronne. 13 Dywizja Piechoty ze składu 6 Armii zaatakowana została w momencie, gdy jej oddziały znajdowała się częściowo w ruchu dążąc do poprawy położenia i zajęcia dogodniejszych stanowisk nad rzekami Rosia i Rośką.

## Walczące wojska
| Jednostka                     | Dowódca               | Podporządkowanie    |
| Wojsko Polskie                |                       |                     |
| dowództwo 13 Dywizji Piechoty | płk Franciszek Paulik | 6 Armia             |
| ⇒ 45 pułk piechoty            | ppłk Michał Bajer     | 13 Dywizja Piechoty |
| ⇒ 50 pułk piechoty            | mjr Zygmunt Polak     | 13 Dywizja Piechoty |
| Armia Czerwona                |                       |                     |
| dowództwo 1 Armii Konnej      | Siemion Budionny      | Front Płd. Zach.    |
| ⇒ 6 Dywizja Kawalerii         | Iosif Apanasienko     | 1 Armia Konna       |

## Walki pod Napadówką
W trzeciej dekadzie maja 45 pułk piechoty ppłk. Michała Bajera utworzył cztery „węzły obronne”: pod wsią Skitki, na południe od wsi Rossosza, na wschód od Napadówki oraz w Lipowcu. Na prawym skrzydle pułk współdziałał z oddziałami 18 Dywizji Piechoty rozmieszczonymi w Hordyjówce, a na lewym jego skrzydle rozwinął swoje punkty oporu 50 pułk piechoty. Dowództwo pułku znajdowało się w Lipowcu. 
30 maja na lewym skrzydle pułku, ale jeszcze w rejonie odpowiedzialności sąsiedniego 50 pp, zauważono sowiecką kawalerię. Dowódca 45 pp ppłk Bajer postanowił skierować na Oczeretnię swój II batalion, wzmocniony 2 baterią 13 pułku artylerii polowej, z zadaniem opanowania miejscowości i ochrony swojego skrzydła.
Tymczasem 50 pułk piechoty już poprzedniego dnia został rozbity pod Nowo-Żywotowem i Medówką, a w polskim froncie wytworzyła się siedemnastokilometrowa luka, w którą wchodziły oddziały 6 Dywizji Kawalerii z armii Siemiona Budionnego. 
Sowieci napotkali jednak pod Pohrebyszczem silny opór grupy podpułkownika Arnolda Szyllinga; skierowali się na Napadówkę i Lipowiec. Dowództwo 45 pp, nie znając sytuacji ogólnej, realizowało swój plan zaczepny.
Rano 31 maja, wzmocniony artylerią II batalionu kpt. Wincentego Rusieckiego, wyruszył z Napadówki na Oczeretnię. Po przejściu kilkuset metrów zauważono kolumny sowieckie. Towarzysząca batalionowi bateria zajęła natychmiast stanowiska u wylotu drogi z Napadówki na Oczeretnię i otworzyła ogień, a piechota ruszyła w tyralierach do ataku. Szarżowała też sowiecka kawaleria, ale jej pierwszy atak został powstrzymany ogniem artylerii i karabinów maszynowych.
Przy drugim ataku czerwonoarmistom towarzyszyły, nieznane jeszcze żołnierzom 45 pp, taczanki oraz samochód pancerny. Dzięki skuteczności polskiej artylerii i ten atak odrzucono, a samochód pancerny został zdobyty przez polskich żołnierzy. W tym samym czasie kolumna sowieckiej jazdy, maszerując brzegiem Ulianówki, obeszła lewe skrzydło II batalionu i wdarła się do Napadówki. Kontratakowała kompania odwodowa batalionu i w walce wręcz wyparła przeciwnika z miejscowości. Kompanię wspierali taboryci i kanceliści sztabu pułku.
W tym czasie  III/45 pp atakowany był w Lipowcu przez kilka szwadronów 6 DK, wzmocnionych samochodem pancernym. Sowiecka kawaleria w pierwszym impecie weszła do Lipowca, ale w walce w terenie zabudowanym poniosła duże straty i musiała wycofać się porzucając dwa ckm-y. Żołnierze 3 kompanii km zaatakowali i zdobyli samochód pancerny. Kawaleria sowiecka ponowiła atak w szyku pieszym i ponownie została odrzucona. Także III batalion 45 pp walczył z oddziałem sowieckiej 6 DK. Na tym kierunku czerwonoarmiści otrzymali wsparcie w postaci trzech pociągów pancernych, a polskiej artylerii w tym obszarze nie było. Mimo to III/45 pp z powodzeniem odpierał ponawiane ataki. 
Walki na całym odcinku obrony 45 pułku piechoty trwały do godzin wieczornych. Około 18.00 oddziały 6 Dywizji Kawalerii rozpoczęły odwrót.

## Bilans walk
Zwycięska bitwa pod Napadówką umożliwiła zamknięcie luki powstałej w polskim froncie po klęsce 50 pułku piechoty. Kawaleria Siemiona Budionnego musiała szukać innego słabego miejsca w polskim ugrupowaniu. Zwycięstwo pułk okupił stratą około 100 poległych i rannych, a straty sowieckie szacowano na kilkuset ludzi. W ręce Polaków wpadły dwa uszkodzone samochody pancerne.
Nazwa „Napadówka” oraz data „31 maja 1920 roku” umieszczona została na płacie chorągwi 45 pułku piechoty Strzelców Kresowych. Od tej bitwy w pułku stosowano zawołanie: „45 pułk nie może być zwyciężony w otwartej walce”.